# ZiiLABS

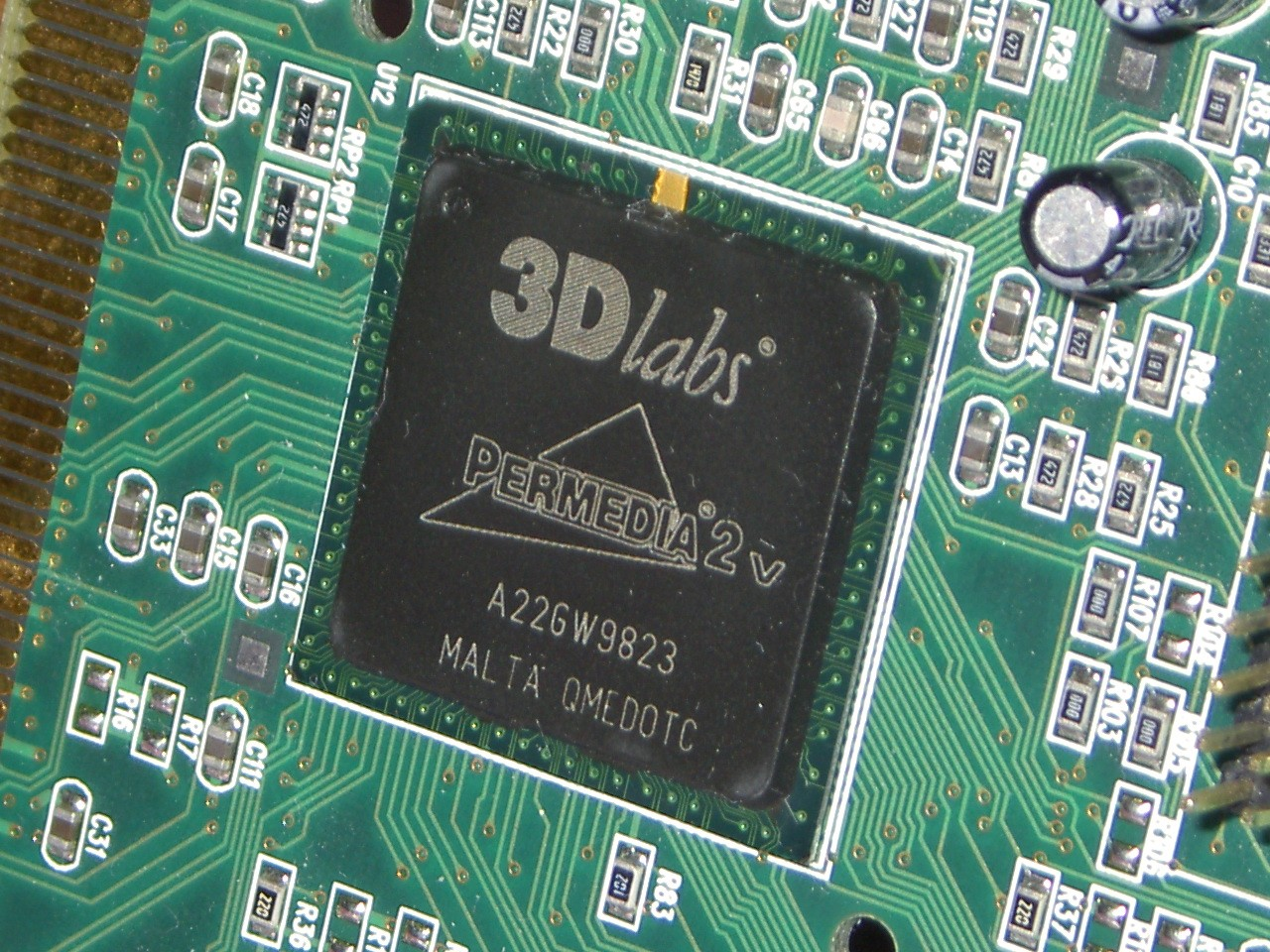
Permedia2V

ZiiLABSはシンガポールのコンピュータ周辺機器ハードウェアメーカー。
アメリカでGPU及びビデオカードを生産していたが、2006年にGPUから撤退。
2009年に3Dlabsから社名を変え、現在は主にモバイル向けSoCの製造を行なっている。

## 概要
3DlabsはOpenGLに特化したビデオカードを製造していたハードウェアメーカーであり、1990年代にはプロフェッショナル向けのGLINTシリーズとコンシューマ向けのPermediaシリーズを、また2000年代以降はWildcatシリーズを展開していた。
同社のGPUはOpenGLに関しては非常に高い処理能力を発揮するが、DirectXの処理はあまり得意でないため、ゲームなどには向かず、3Dアニメーションの制作など、OpenGLを利用した専門性の高い分野を得意としていた。一般に販売されているビデオカードの中でもとりわけ高価な事や、消費電力の大きさなど、様々な観点から見ても、プロフェッショナルに向けた製品群であった。
3DLabsはOpenGLのAPI策定に関与しており、OpenGLのAPI策定に歩調を合わせて製品をリリースしていた。そのため、特定ベンダが売り込んだDirectXの新規APIファンクションのサポートなどは、次の世代のGPUでサポートされることが多く、また、演算・レンダリング精度を重視しているために、マルチメディア処理のパフォーマンスや、あるいはゲーム固有のバグを吸収するためのドライバ最適化などを原則行わなかった。そのためにDirectXに弱いという評価をなされることが多かったが、そもそもDirectXの普及がまだ途上であった1990年代中頃にはそれほど問題とされず、特に1997年に発売されたPermedia2はその高いピクセル描画性能で大ヒットとなった。
しかしDirectXが急速に浸透する1990年代後半以降、DirectXの最新APIへの対応の遅れやDirect3Dの実行性能の遅さのために、急速にコンシューマでのシェアを低下させた。それでもOpenGLが重視されるプロフェッショナル向けGPUでは高いシェアを誇っていたが、2000年代に入るとコンシューマ向けGPUで性能競争を激化させたNVIDIAとATIがプロフェッショナル向けGPUのシェアをも食うに至って、業績が悪化。
2002年3月にクリエイティブテクノロジーによって買収された。そして2006年2月24日、親会社のクリエイティブテクノロジーがプロフェッショナルワークステーショングラフィックス事業から撤退させると発表し、メディアプロセッサの開発に転換した。
2009年にはZiiLABSと社名を変え、自社のGPUをARMプロセッサと組み合わせたモバイル向けSoCである「ZMS」の開発を行なっており、主にクリエイティブ製品に採用されている。
2012年11月に開発チームがインテルに譲渡された。

## ビデオチップ

### Permedia

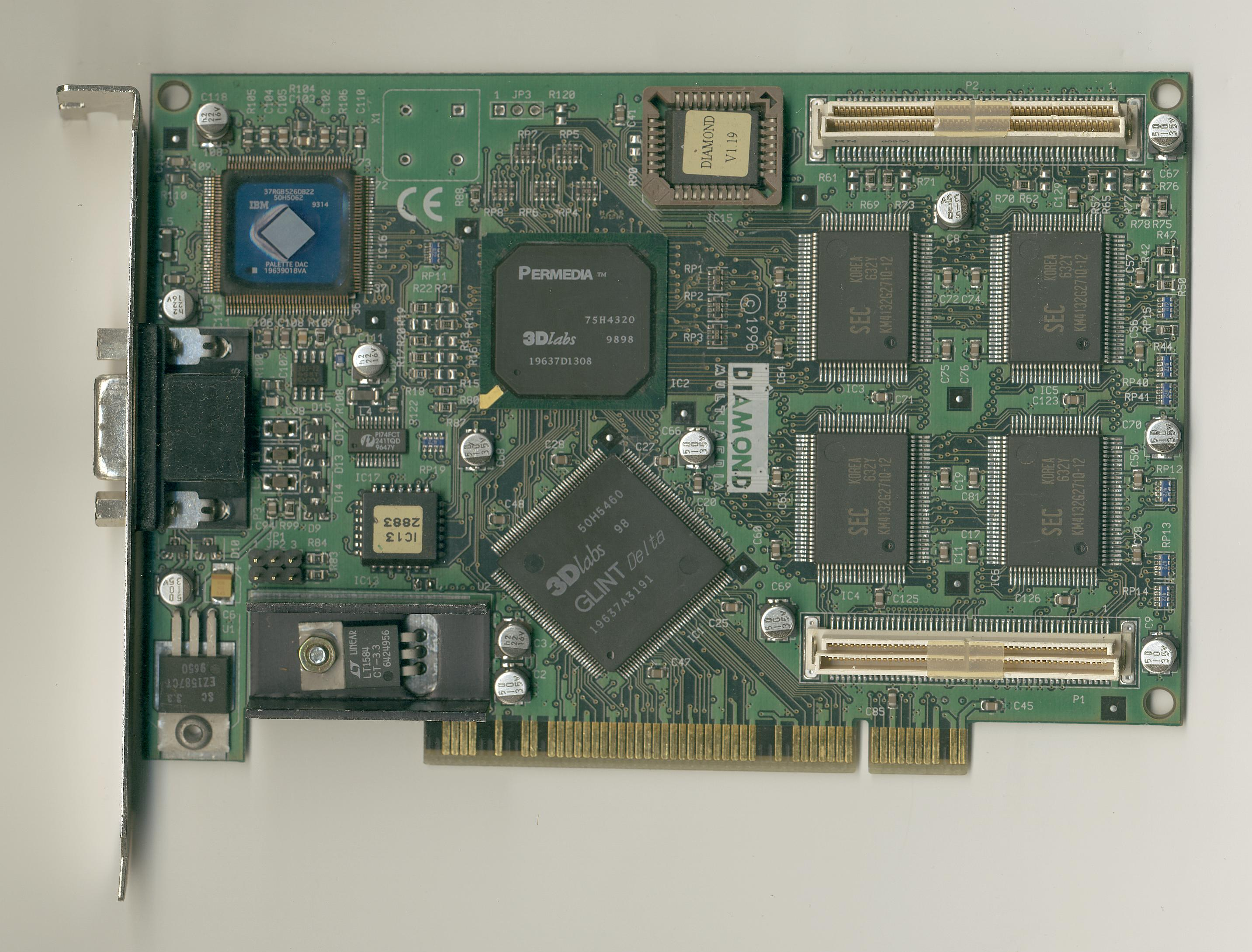
Permedia採用製品(DiamondMM FireGL 1000)

Permediaは3Dlabsがコンシューマ向けとして販売していたビデオチップのシリーズ。PermediaおよびPremediaNTはOpenGLのCAD API専用のジオメトリエンジンとしてGLINT Deltaを搭載した。コンシューマ向けとされているが、Windows 95に対応しなかった。

### Permedia2

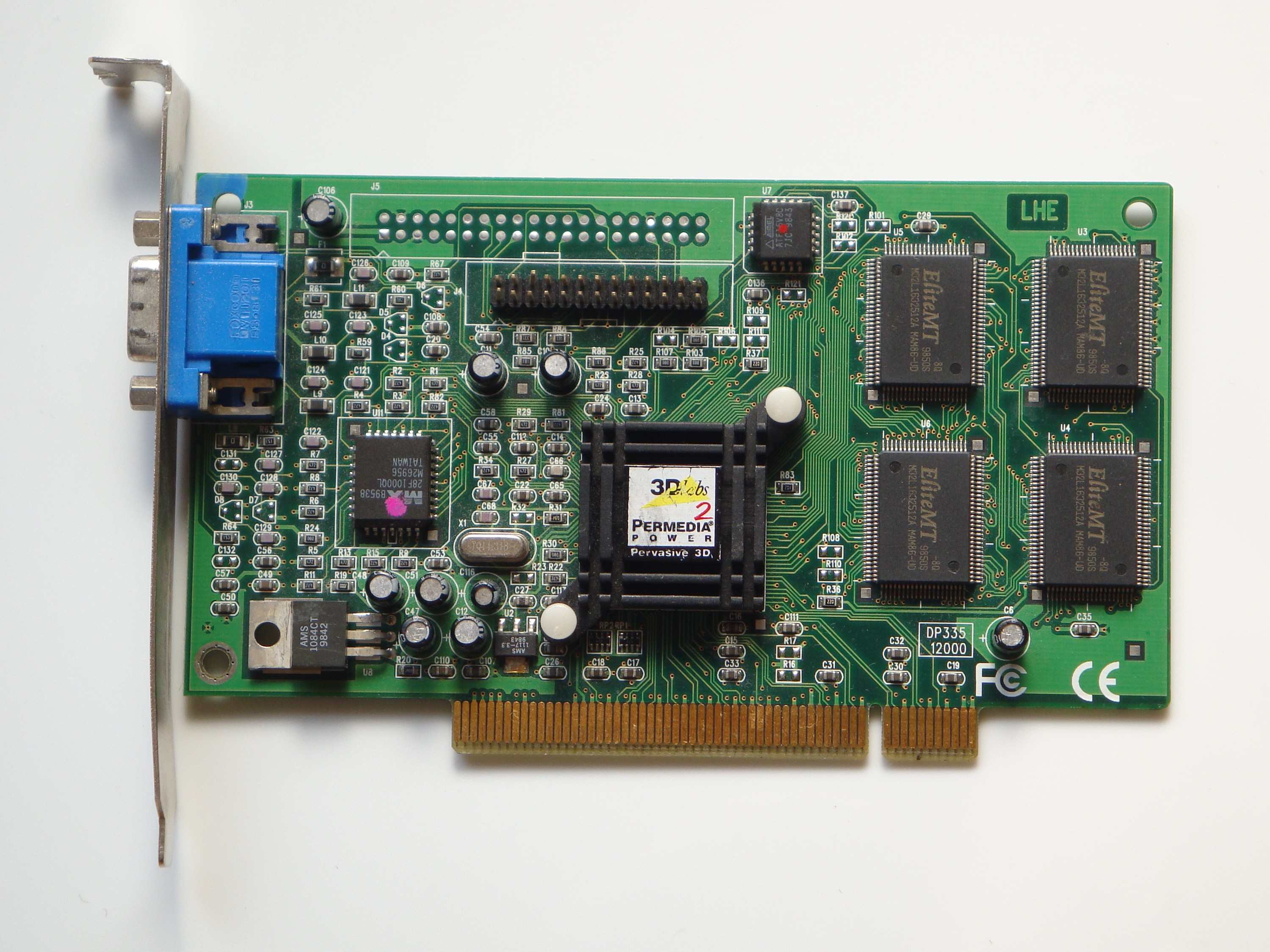
Permedia2採用製品(3Dlabs Oxygen ACX)

Permedia2はPermediaで別チップで構成されていたジオメトリエンジンを統合しワンチップ化を行った。これはNVIDIAなど他社より先んじていた。128ビットグラフィックコアと64ビットメモリバスを持ち、メモリは8MBまでのSGRAMをサポートする。インタフェースはAGP 1xまたはPCI。RAMDACを統合するが、外部RAMDACもサポートする。
このPermedia2は多くベンダーにチップの供給を行っており、1997年には多くのベンダーがOpenGLとDirectXのサポートと銘打ってビデオカードを発売した。後期にはマイナーチェンジ版のPermedia2Vが発売されている。
このPermedia2は、同社がコンシューマ市場で成功した唯一の製品である。
OpenGLは、バージョン1.2以前をサポート。
DirectXは、DirectX5以前のファンクションは概ね正常に動作する。ドライバは、DirectX6までサポートする。テクスチャのアルファブレンディングの仕様により、ビルボードの透過が正しく扱えないことがある。

### Permedia3・GLINT R3

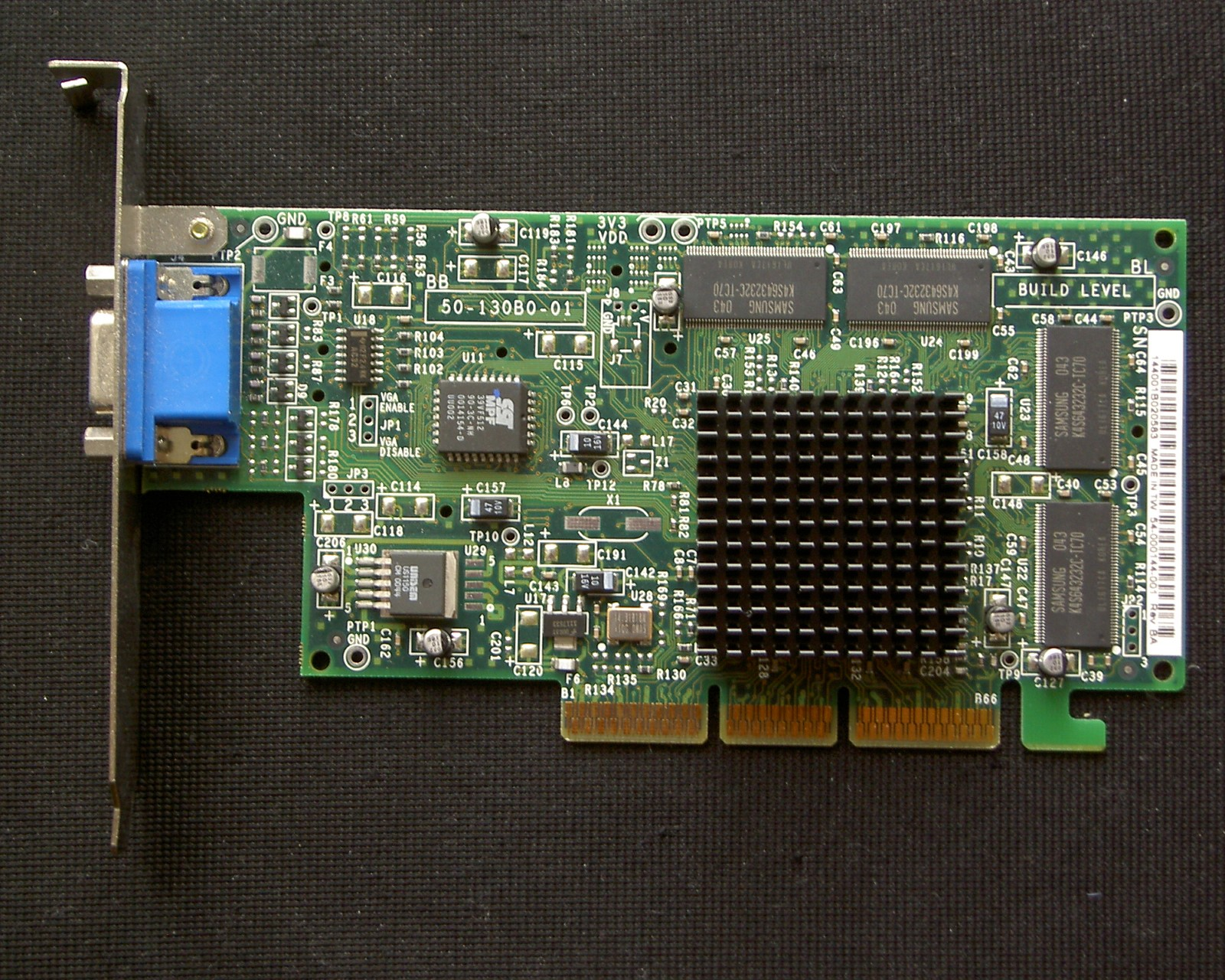
GLINT R3採用製品(3Dlabs Oxygen VX1)

Permedia3はPermedia2後継のコンシューマ向け製品として、GLINT R3はプロフェッショナルワークステーション向け製品として1999年に発表された。ほぼ同じチップであるが、Permedia3はドライバのマルチスレッド非対応化がされている。
128ビットのメモリバスで接続されるSGRAMを32MBまでサポートする。インタフェースはAGP 2xまたはPCI。後にAGP 4x対応版が発売された。MCによる動画再生支援機能に対応する。
機能的にはコンパニオンチップとしてGLINT G1ジオメトリプロセッサをサポートし、対応アプリケーションでは座標変換処理および光源処理を低負荷で高速に実行できる。
また、メインメモリ上にテクスチャを展開するVirtual Textures機能に対応しており、搭載するVRAM以上の容量のテクスチャを扱える。
OpenGLは、1.3以前をサポート。
DirectXは、DirectX6以前のファンクションは概ね対応する。
ドライバは、DirectX8.1まで対応。
ただし、DX7のHWT&L、DX8でのHWT&Lとプログラマブルシェーダは、いずれもサポートしない（GLINT G1は、DirectXを非サポート）。
主な搭載製品
- Permedia3 Create!
- Oxygen VX1
- Oxygen GVX1

### P10
主な搭載製品
- WildCat 4

### P9
主な搭載製品
- WildCat VP560